# لادو گورگنیدزه
لادو گورگنیدزه (گرجی: ვლადიმერ [ლადო] გურგენიძე؛ زادهٔ ۷ دسامبر ۱۹۷۰) یک سیاست‌مدار اهل گرجستان است.